# Perrissona Gappit
Perrissona Gappit (... – 1465) è stata un'agricoltrice svizzera processata e bruciata per stregoneria nel 1465 in Svizzera.

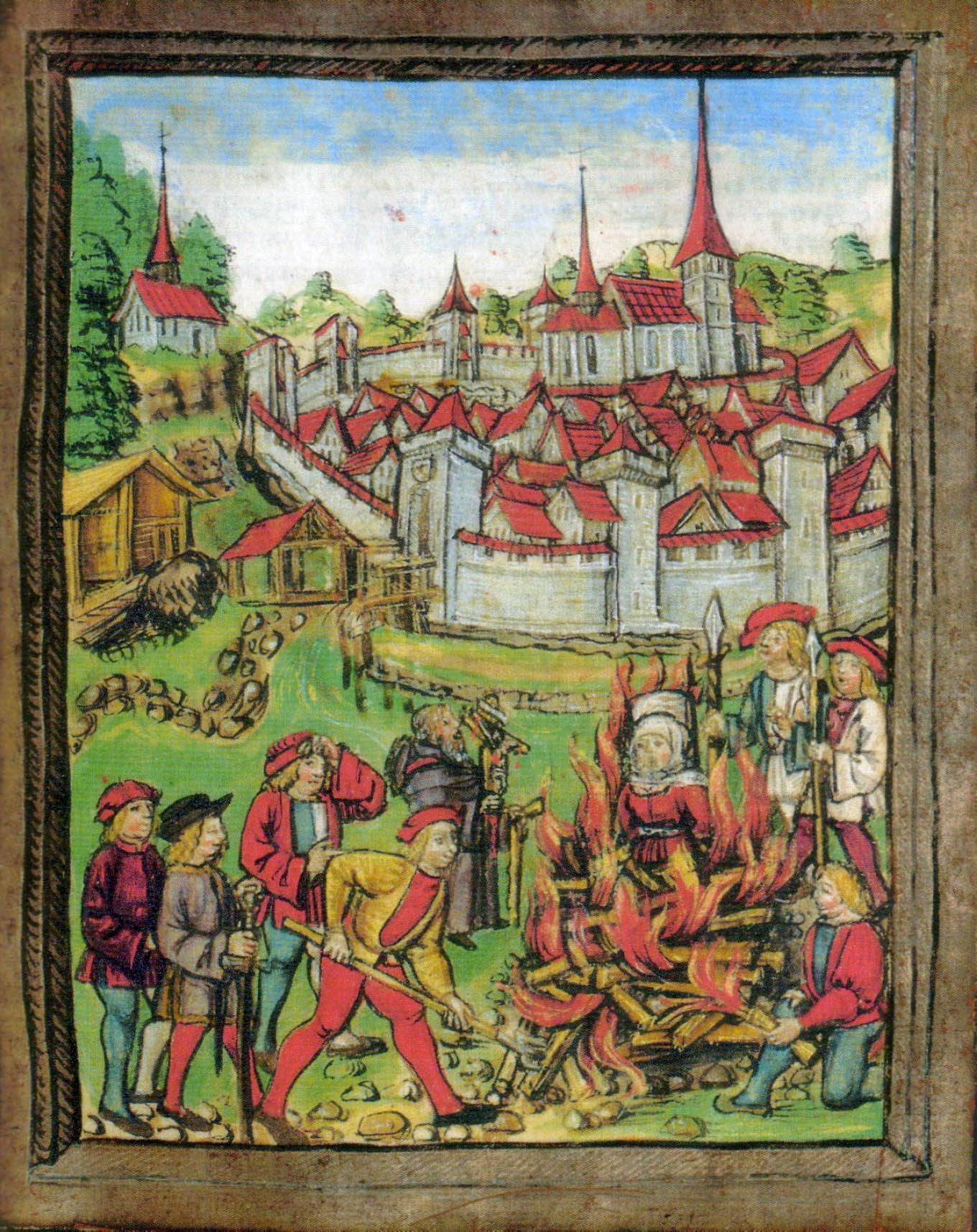
Rogo di una strega a Willisau (Svizzera), 1447.

Il suo fu uno dei primi processi di stregoneria nell'Europa moderna nonché il meglio documentato occorso in Svizzera nel XV secolo.

## Contesto
I processi alle streghe erano ancora rari nel XV secolo quando cominciò ad emergere il concetto di stregoneria "diabolica". Durante il Medioevo, infatti, le più celebri persecuzioni non furono rivolte contro streghe e stregoni ma contro gli eretici (Catari, Valdesi, Albigesi, ecc.), le "fedi altre" (gli Ebrei e i Musulmani)  e i lebbrosi.
Lo studio di quattro cronache riguardanti eventi avvenuti nel Canton Vallese (v.si Processi per stregoneria nel Canton Vallese, 1428–1436), nelle Alpi Bernesi e nella vicina regione del Delfinato ha dimostrato che alcune nuove idee sulla stregoneria si erano affermate nella regione intorno agli anni 1430, mentre la Chiesa era impegnata nei lavori dell'annoso Concilio di Basilea che si sarebbe trascinato per oltre un decennio. Fu allora che le tradizioni alpine pre-cristiane, un insieme di pratiche pagano-sciamaniche «terapeutiche, divinatrici, deprecatorie, propiziatorie, di magia amorosa e per la fertilità agraria» perdurate durante la convivenza, sulle Alpi, del Cristianesimo con la c.d. "Vecchia Religione", furono bollate di satanismo ed empietà concorrendo a cristallizzare le dottrine "classiche" sulla stregoneria. Streghe e stregoni, a quel tempo al massimo temuti o odiati nelle zone montane/rurali perché ritenuti capaci di provocare agenti atmosferici (v.si Tempestarii) furono da lì innanzi sistematicamente accomunati al Diavolo e le loro praticate, consumate nel celeberrimo Sabba, insozzate di crimini nefandi come l'avvelenamento seriale, l'infanticidio, la necrofilia, il cannibalismo e/o il vampirismo.
Il processo di Perrissona Gappit fu appunto uno dei primi nei quali il nuovo concetto di "stregoneria diabolica" fu impiegato dall'istituto dell'Inquisizione, un istituto nato al volgere del XII secolo con l'obiettivo di ricondurre gli eretici all'ortodossia ma finita per occuparsi di streghe, astrologi e negromanti sin dal 1275.

## Storiografia

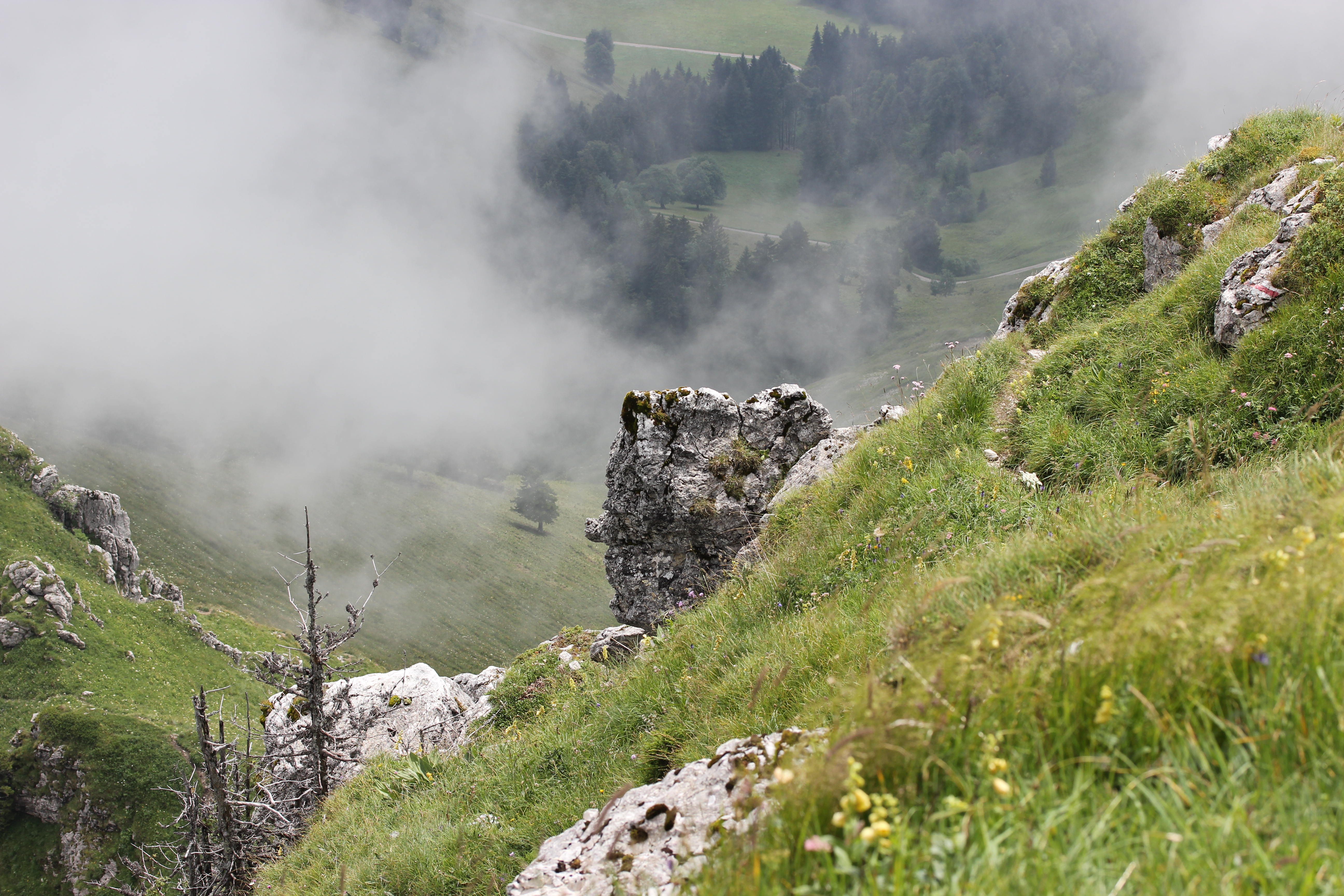
Scorcio montano nei dintorni di Châtel-Saint-Denis.

Il processo di Perissona Gappit, celebrato dal vice-inquistore domenicano Damien Berruerii con il supporto del notaio di Losanna Claude Burritaz nel 1465 nella regione dell'attuale Canton Friburgo (Svizzera), è noto per la completezza del dossier conservatosi nel corso dei secoli, tanto da essere definito il meglio documentato processo per stregoneria svizzero del XV secolo. Il dossier Gappit fu studiato per la prima volta nel 1909. Fu poi oggetto di numerosi scritti accademici che hanno analizzato diversi aspetti del processo. Uno studio del 1976 ha rilevato che le accuse mosse alla strega cambiarono durante il processo da eresia/magia a stregoneria diabolica. Un altro studio, nel 1989, ha cercato di stabilire i dettagli del passato dell'accusata.
Gli studiosi hanno anche esaminato la situazione politica instabile di Châtel-Saint-Denis negli Anni 1460 in relazione all'affare. Il borgo era allora un importante mercato alpino sulla rotta che collegava la città di Friburgo con Vevey, sul lago di Ginevra. Châtel era sotto il controllo del Duca di Savoia, a discapito del crescente potere della Confederazione elvetica e delle mire degli Asburgo a cui il duca Ludovico (c. 1440–1465) aveva sottratto Friburgo nel 1452. La scomparsa di Ludovico nel gennaio del 1465, cioè quando fu celebrato il processo Gappit, consegnò però il ducato al di lui inetto figlio Amedeo IX (c. 1465–1472) sotto il cui regno lo stato precipitò nel caos.

## Processo ed esecuzione

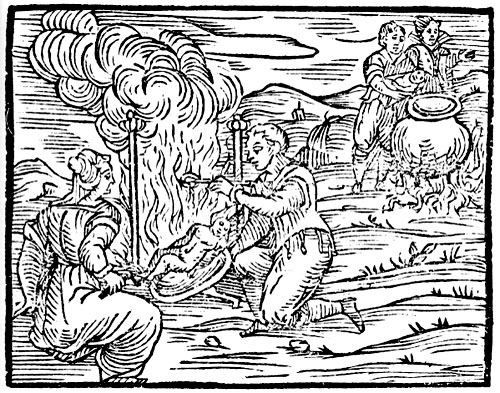
Banchetto cannibalico al sabba, una delle più comuni pratiche nefande di streghe e stregoni - ill. in.

Perrissona Gappit era una vedova risposatasi residente nella borgata di Le Crêt, a poco più di un chilometro di distanza da Châtel-Saint-Denis in direzione nord. L'11 gennaio 1465, fu oggetto di un'indagine preliminare da parte del notaio Burritaz, che aveva già trascritto gli atti di alcuni processi per stregoneria nel 1448, inviato a Châtel quale commissario del vicario generale del vescovo di Losanna, per accuse di «eresia» mossele dal marito, Guillaume dou Molard, e dal suo figlioccio Jordan dou Molard. I congiunti accusarono la donna di essere «malvagia» e capace di gettare su di loro malie paralizzanti, mentre una vicina di casa, Mermette Amoudri, la accusò prima del tentato rapimento di suo figlio neonato e poi, al fallimento dello stesso, della di lui prematura morte. Stando alle ricostruzioni su questi primi testi, redatti da un notaio di Châtel-Saint-Denis, Jean Colomb, un ruolo cardine nel processo fu giocato da tale Nicod de Miéville, uno dei magnati di Châtel e fratello della teste Mermette, i cui motivi di rancore nei confronti della Gappit non sono ad oggi chiari. Diversi altri magnati della comunità, tra cui il locale castellano sabaudo, Philippe Colomb, figurarono tra i convenuti al processo, tanti da spingere lo storico Georg Modestin, esperto del caso Gappit, a sospettare l'esistenza di una vera e propria cospirazione ai danni della donna. Perrissona fu infine interrogata da Burritaz e negò tutte le accuse mossele ma alla fine crollò e confessò di aver preso parte al Sabba.
Il processo vero e proprio fu celebrato in sette sessioni, tra il 23 gennaio ed il 4 febbraio successivi. Le tempistiche dilatate furono forse dovute all'inesperienza del vice-inquisitore Damien Berruerii, a quel tempo più noto come predicatore che come inquisitore, a cui Perrissona rifiutò di ripetere la confessione fatta a Burritaz. Berruerii rientrò a questo punto a Losanna, per abboccarsi con il vescovo Guglielmo di Varax (c. 1462–1466) e l'inquisitore, dopodiché tornò a Châtel accompagnato da un secondo notaio, Jean Brunet (sempre di Losanna), che rilevò le carte del notaio Colomb e si fece carico della verbalizzazione. Perrissona fu a questo punto nuovamente interrogata, questa volta ricorrendo alla tortura. Sotto queste nuove pressioni, la malcapitata confessò di aver incontrato il Diavolo e di aver mangiato la carne di un bambino durante il Sabba, anche se i testimoni non avevano mai formulato tale accusa contro di lei.
Perrissona Gappit fu infine riconosciuta colpevole di stregoneria e messa a morte sul rogo. Sorprendentemente, durante le fasi finali del processo e durante le torture, la malcapitata non si abbandonò alla delazione di altri presunti complici. Si limitò a parlare di un non ben precisato uomo che l'avrebbe introdotta alla setta di stregoni/miscredenti cui aveva aderito.

### Studi
- (EN) Georg Modestin, The Making of a Witch. The Trial Against Perrissona Gappit (1465) Revisited [New: Full Text], in Luca Giarelli (a cura di), Stregoneria nelle Alpi. Malefici, processi, inquisitori e roghi, Youcanprint, 2022,  pp. 205-212.
- (DE) Georg Modestin, Ein klarer Fall? Wie Perrissona Gappit aus Châtel-St-Denis im Jahr 1465 zu einer Hexe wurde, in Volkshochschule Zürich, 2015.
- (FR) Georg Modestin, L'inquisition romande et son personnel. Une étude prosopographique, in Martine Ostorero, Kathrin Utz Tremp e Georg Modestin (a cura di), Inquisition et sorcellerie en Suisse romande: le registre Ac 29 des Archives cantonales vaudoises (1438-1528), Université de Lausanne, 2007,  pp. 315-411.
- (DE) Georg Modestin, Wozu braucht man Hexen? Herrschaft und Verfolgung in Châtel-Saint-Denis (1444-1465), in Freiburger Geschichtsblätter, vol. 77, 2000,  pp. 107-129.
- (FR) Georg Modestin, Le diable chez l'évêque. Chasse aux sorciers dans le diocèse de Lausanne (vers  1460), Losanna, Cahiers Lausannois d'Histoire Médiévale, 1999.

### Consultazione
- Andrea Richini (a cura di), Ci chiamavano streghe - Atti del convegno "Incontri Tra Montani 2008" in Pisogne (PDF), Bari, Laterza, 2009, ISBN 978-88-8231-534-4.